# Wiesław Siwek

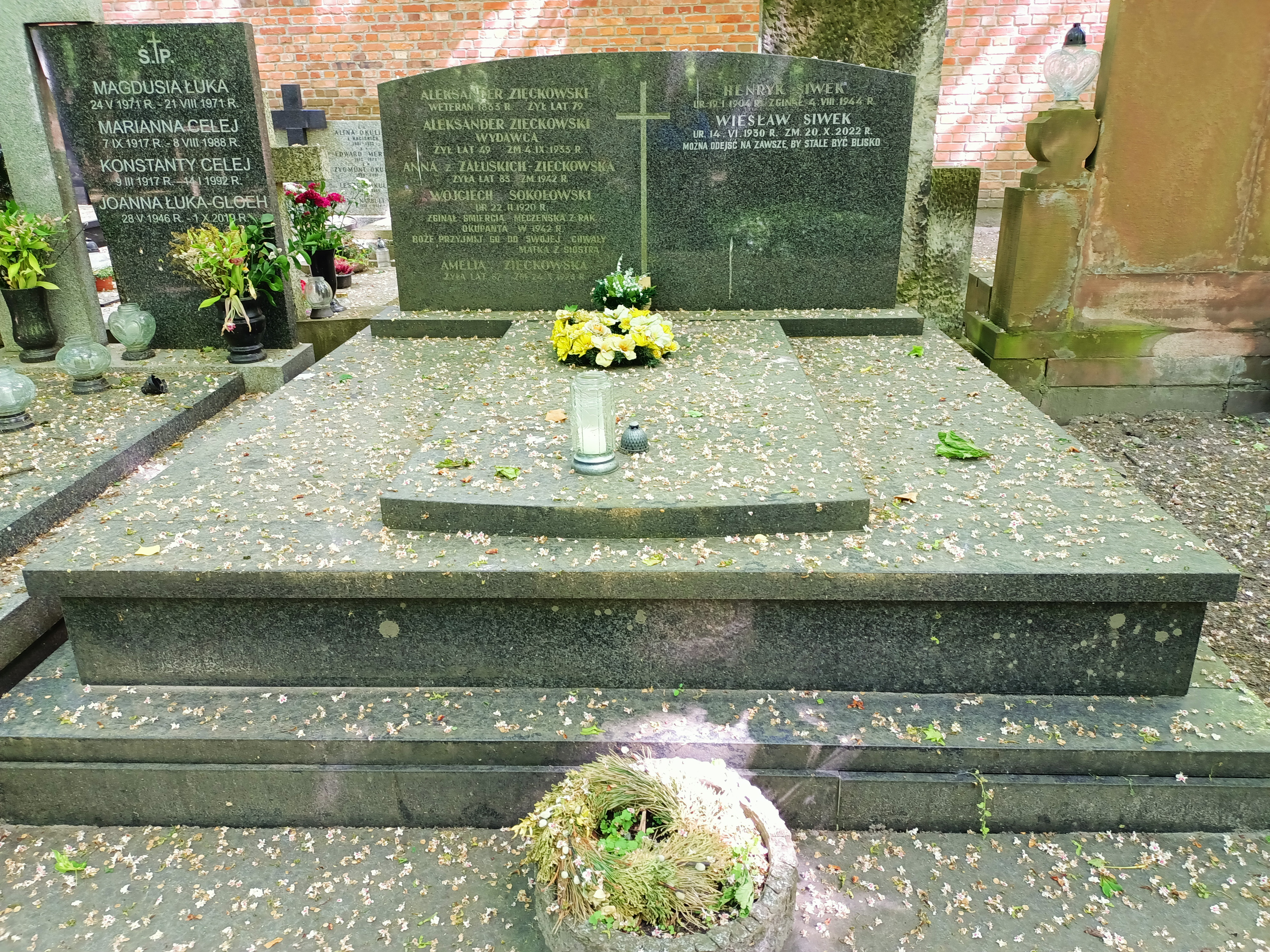
Nagrobek Wiesława Siwka na cmentarzu powązkowskim w Warszawie

Wiesław Siwek (ur. 14 czerwca 1930, zm. 20 października 2022) – polski koszykarz i trener.

## Życiorys
Koszykarz Polonii Warszawa w latach 1948–1954. W czasie okupacji niemieckiej członek Szarych Szeregów, w powstaniu warszawskim brał m.in. udział w zdobyciu małej Pasty. Po wojnie uczeń liceum im. Hugona Kołłątaja. Do Polonii Warszawa trafił z drużyny YMCA Warszawa. W sezonie 1953/1954 zdobył wicemistrzostwo Polski z drużyną Polonii Warszawa. Absolwent Politechniki Warszawskiej. Po zakończeniu kariery koszykarskiej był m.in. wykładowcą akademickim na Wydziale Architektury Politechniki Warszawskiej. Odznaczony Krzyżem Kawalerskim i Oficerskim Orderu Odrodzenia Polski. Zmarł 20 października 2022 r. 28 października został pochowany na cmentarzu Powązkowskim w Warszawie (kwatera 316, rząd 3, grób 8/9).